# Pădurea Homița
Pădurea Homița este un sit de importanță comunitară (SCI) desemnat în scopul protejării biodiversității și menținerii într-o stare de conservare favorabilă a florei spontane și faunei sălbatice, precum și a habitatelor naturale de interes comunitar aflate în arealul zonei protejate. Acesta este situat înn nord-estul României, pe teritoriul administrativ al județului Iași.

## Localizare
Aria naturală se află în extremitatea vestică a județului Iași, pe teritoriul administrativ al comunelor Cristești și Moțca , în apropierea drumului național DN28A, care leagă municipiul Pașcani de localitatea Moțca.

## Descriere
Zona a fost declarată sit de importanță comunitară prin Ordinul Ministerului Mediului și Dezvoltării Durabile Nr.1964 din 13 decembrie 2007 (privind instituirea regimului de arie naturală protejată a siturilor de importanță comunitară, ca parte integrantă a rețelei ecologice europene Natura 2000 în România) și se întinde pe o suprafață de 61,2 hectare. Situl a fost protejat și ca arie specială de conservare în mai 2022.

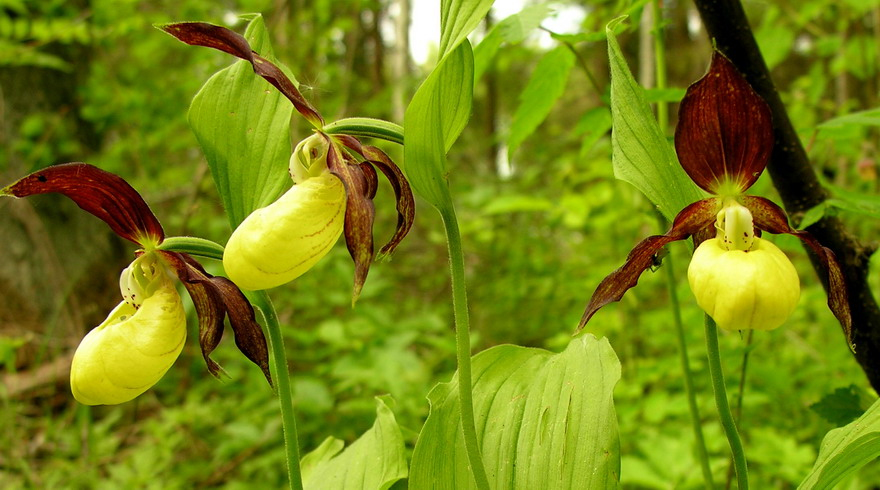
Papucul doamnei (Cypripedium calceolus)

Situl reprezintă o zonă împădurită (încadrată în bioregiune stepică) aflată în sudul Podișului Sucevei (aproape de municipiul Pașcani); ce conservă habitate naturale de tip: Vegetație de silvostepă eurosiberiană cu Quercus spp.
La baza desemnării sitului se află câteva specii enumerate în anexa I-a a Directivei Consiliului European 92/43/CE din 21 mai 1992 (privind conservarea habitatelor naturale și a speciilor de faună și floră sălbatică); printre care o orhidee rară din specia Cypripedium calceolus, cunoscută sub denumirea populară de papucul doamnei și un ortopter din specia Isophya stysi (cosaș).

## Căi de acces
- Drumul național DN28A pe ruta: Pașcani - Gâștești - Moțca.

## Monumente și atracții turistice
În vecinătatea sitului se află câteva obiective de interes istoric, cultural și turistic; astfel:

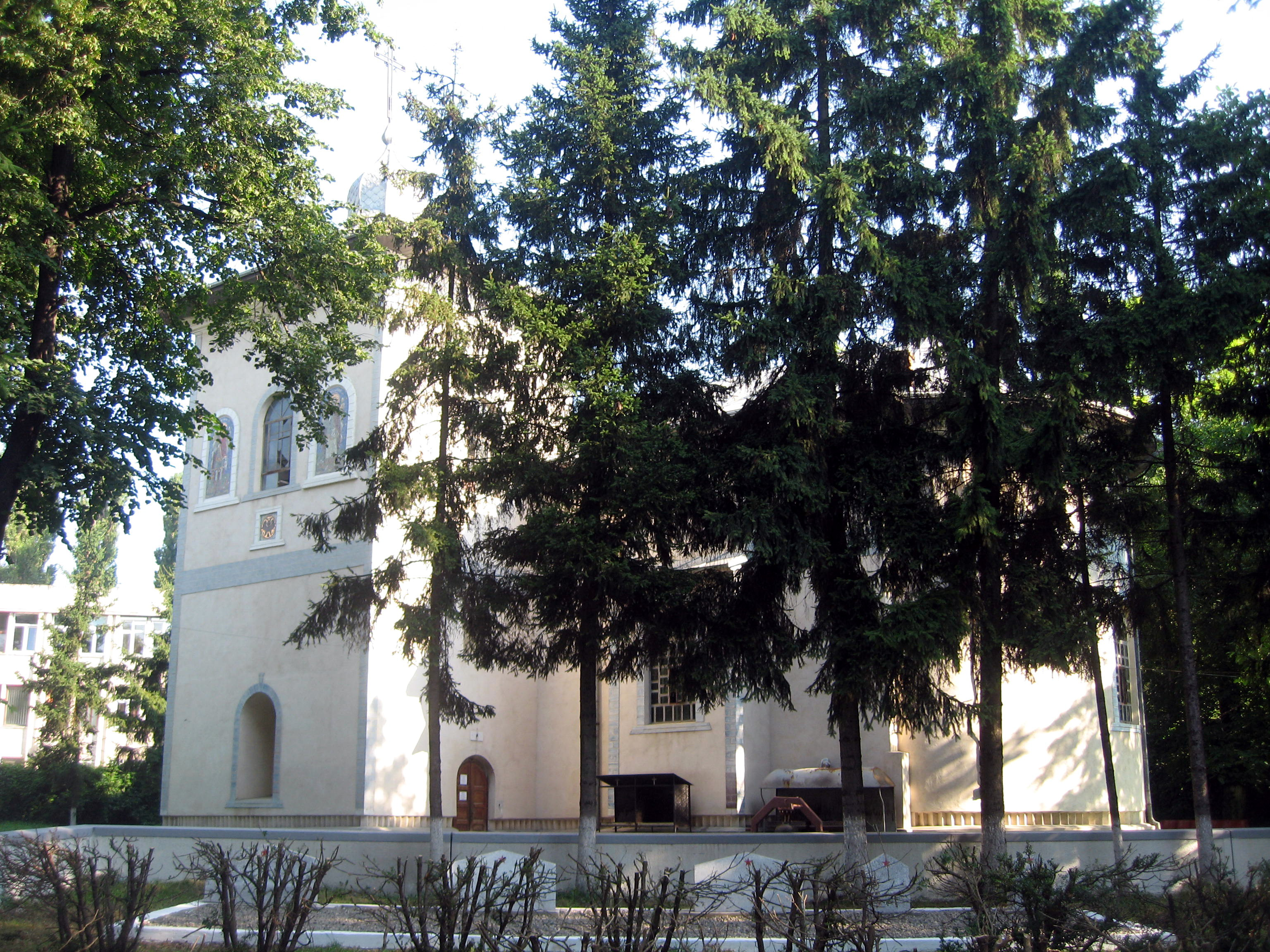
Biserica "Sf. Voievozi" din Paşcani

- Biserica "Sf. Voievozi" din satul Cristești, construcție 1657, monument istoric.
- Biserica de lemn "Sf. Apostoli" din Homița, construcție 1853, monument istoric.
- Biserica Sfinții Voievozi din Pașcani, construcție 1664, monument istoric.
- Biserica „Sfântul Anton de Padova” din Pașcani, biserică romano-catolică construită între anii 1985-1996.
- Palatul familiei Cantacuzino-Pașcanu din Pașcani, construcție secolul al XVII-lea, monument istoric.
- Vechea vatră a satului  Moțca (prima jum. a sec. XIV - sec. XVII, Epoca medievală).
- Situl arheologic "Cioate" de la Cristești (sec. XIV - XV, Epoca medievală, sec. IV - II a. Chr., Latène, cultura geto- dacică).